# ボリショイ・カーメニ
ボリショイ・カーメニ（ロシア語: Большо́й Ка́мень, ラテン文字転写: Bolshoy Kamen ロシア語発音: [bɐlʲˈʂoj ˈkamʲɪnʲ]）は、ロシア極東部・沿海地方南部の日本海に面した海軍の町。人口は4万1825人（2021年）。
ウラジオストクとナホトカの間に位置する。ロシア海軍太平洋艦隊の重要な施設があるという軍事上の理由から1996年以来閉鎖都市となっていたが2015年1月1日より開放された。

## 地理

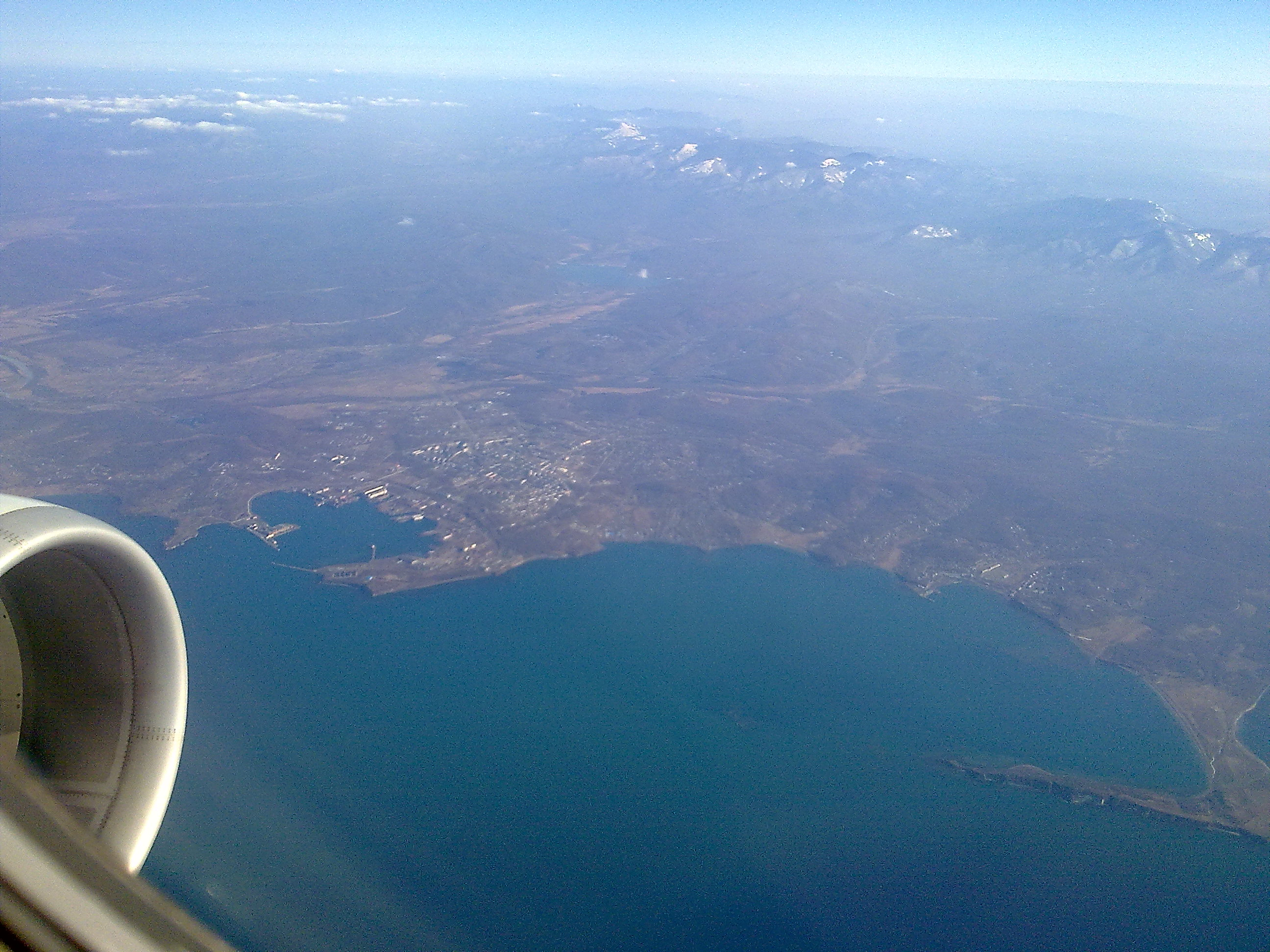
上空から見たボリショイ・カーメニ市街

ピョートル大帝湾の中にあるウスリー湾（ムラヴィヨフ半島より東側の湾）の東岸に面している。ウラジオストク市民の海水浴場になっているシャモラ湾（ラズルナヤ湾）から見ると、ボリショイ・カーメニの港はウスリー湾を挟んだ正面に見えている。ウラジオストクおよびナホトカとは鉄道と道路で結ばれている。ボリショイ・カーメニとは「大きな石」を意味する。
1月の平均気温はマイナス14度、7月の平均気温は24度。年平均降水量は900 mm。

## 歴史
第二次世界大戦後の1947年にソ連海軍の補助基地がボリショイ・カーメニに置かれ、その周囲に住宅が建設されたことが街の歴史の始まりである。1956年には都市型集落（町）の地位を得て、1989年8月31日には市となった。ソビエト連邦時代には厳重な閉鎖都市だったが、ソ連末期の1989年には民間用港湾の建設計画が持ち上がり入市規制は緩和された。しかしながら港湾建設計画は中止され、1996年には再び閉鎖都市に戻ってしまった。
ボリショイ・カーメニの主な産業として、1954年に開業したズヴェズダ造船所をはじめとする造船・船舶修理業がある。原子力潜水艦などの整備・修理・解体を行っていたが、ソビエト連邦の崩壊後の1990年代を通じて操業休止同然となっていたため、工場で働いていた住民の多くが街を離れてしまった。2010年代以降、ズヴェズダ造船所の経営再建が進んでいる。

## 経済
街の人口の大半は原子力潜水艦の修理と建造に携わっている。また海軍以外には銀行と造船・海運・漁業などの会社がいくつか存在する。
シベリア鉄道本線とナホトカを結ぶ支線から、ボリショイ・カーメニ行きの貨物専用線が分かれており、同じく海軍関係の閉鎖都市であるフォーキノへと伸びている。ウラジオストクからはピョートル大帝湾を挟んで東へ直線距離で40 kmだが、入り組んだ湾岸沿いに道路が走っているため、走行距離は130 kmほどになる。